# Emanuela Orlandi
Emanuela Orlandi (Ciutat del Vaticà, 14 de gener de 1968) va ser una adolescent de 15 anys que va desaparèixer a la ciutat del Vaticà el 22 de juny de 1983, en el que després va ser considerat com un segrest, el motiu del qual mai va tenir una resolució judicial. En tractar-se de la filla d'un empleat que treballava a la Ciutat del Vaticà, Ercole Orlandi, funcionari de la Prefectura de la Casa Pontifícia, el fet va tenir una gran repercussió a Itàlia i en el món sencer, sobretot després de les intervencions públiques del papa Joan Pau II a favor d'Emanuela.
El 2023, quaranta anys després de la desaparició d'Orlandi, el Vaticà va obrir per primera vegada una investigació oficial arran de la petició del Papa Francesc.

## La desaparició
Emanuela Orlandi, filla d'un empleat del Palau Apostòlic (Ercole Orlandi), vivia amb la seva família (integrada per la seva mare, Maria Pezzano, i els seus germans Natalina, Pietro, Federica i Cristina) en una casa dins dels límits de la Ciutat del Vaticà. El dimecres 22 de juny de 1983 va sortir de casa seva prop de les 16.30h, com feia cada dimecres i divendres, quan assistia a les seves classes de flauta, piano, cant coral i solfeig en l'Institut Tommaso Ludovico da Victoria, a la plaça Sant’Apollinare, situada en el barri Ponte, molt prop de plaça Navona.
En acabar la classe va telefonar a casa seva, per a parlar amb una de les seves germanes sobre una oferta que acabava de rebre per a repartir fullets per compte d'un venedor de cosmètics Avon. Va sortir de l'escola al costat de la seva companya Raffaella Monzi, qui contaria després que Emanuela li havia dit que "li havien ofert distribuir productes per a una casa de cosmètics en una desfilada de moda. Li havien promès 375.000 lires", i que l'amiga (segons el testimoniatge d'ella mateixa), li havia preguntat: "Espero o em vaig a casa?". A les 19.20h es van acomiadar, Raffaella va pujar a l'autobús, i Emanuela es va quedar sola a la parada.
La seva germana Cristina l'esperava per a acompanyar-la a una cita i, a les 19.30h, va decidir anar a buscar-la, però no la va trobar. Va tornar a casa seva al voltant de les 20.30h, creient que ja s'haurien creuat sense veure's i que la seva germana ja hauria arribat, però Emanuela tampoc era allí, la qual cosa va preocupar la família. Després d'una recerca per la ciutat, Ercole Orlandi es va presentar en la comissaria de Trevi per a denunciar la desaparició de la seva filla, però els oficials la van desestimar perquè havia passat poc temps, a més d'argumentar que es tractava d'una ciutadana vaticana i no italiana.

## La investigació
Ercole Orlandi i la seva filla Natalina van presentar l'endemà al matí (dijous 23 de juny) la denúncia per desaparició a l'Ispettorato Generale di Pubblica Sicurezza del Vaticà, on van indicar que el guàrdia de trànsit Alfredo Sambuco i l'agent de policia Bruno Bosco havien vist el dia anterior, a una via anomenada Corso del Rinascimento, una noia amb un home que portava "una bossa publicitària d'Avon", i que estaven al costat d'un cotxe BMW verd antic. Tots dos van ratificar posteriorment les seves declaracions.
Després de publicar en el periòdic Il Tempo un article amb el número de telèfon de la família Orlandi, van rebre una gran quantitat de trucades que no van aportar res a la recerca, trucades que es continuarien rebent fins a anys posteriors. Posteriorment, un mes després, el 22 de juliol, van deixar les comunicacions telefòniques en mans de l'advocat Gennaro Egidio qui, segons va dir Ercole Orlandi, els va ser recomanat per la S.i.s.de. (Servizio per le Informazioni e la Sicurezza Democratica), servei secret italià que col·laborava amb la recerca.
El diumenge 3 de juliol, el papa Joan Pau II faria el primer de molts esments públics a la noia desapareguda. En l'Ángelus va suggerir la possibilitat d'un segrest en assenyalar que no perdia "l'esperança en el sentit d'humanitat dels responsables d'aquest cas". Joan Pau II es trobaria dues vegades amb la família Orlandi: els va rebre el 7 de juliol i els va visitar el 24 de desembre, quan li va dir a la família que "el d'Emanuela és un cas de terrorisme internacional", segons va referir Pietro Orlandi.
El 5 de juliol es va registrar una trucada anònima al Vaticà d'un home amb accent anglès (al qual els investigadors el van anomenar "L'Americà"), qui va esmentar a Pierluigi i a Mario (dues persones que ja s'havien comunicat) com a integrants de la seva organització i per primera vegada es va conèixer una demanda concreta: "El Papa Wojtyla ha d'intervenir per a aconseguir l'alliberament d'Ali Ağca abans del 20 de juliol". Ağca era un ciutadà turc que estava empresonat per intentar assassinar Joan Pau II el 13 de maig de 1981.
El propi Alí Ağca havia dit el 8 de juliol que es negava a ser intercanviat per Emanuela i mesos més tard va fer acusacions contra els suposats segrestadors encara que amb contradiccions: el 30 de gener de 1985, Ağca va escriure una carta oberta demanant als "segrestadors desconeguts" que "alliberin Emanuela Orlandi sense condicions prèvies"; posteriorment, el 13 de juny d'aquell mateix any, va declarar en una audiència per l'atac al Papa que Emanuela Orlandi era ostatge de la lògia maçònica Propaganda Due; finalment el primer de juliol va culpar l'organització turca Llops grisos.
Quan es va complir la suposada data límit del 20 de juliol, diferents comunicacions de dies posteriors van ratificar la demanda per l'alliberament de l'atacant del Papa, però no va haver-hi novetats sobre Emanuela Orlandi, i ni es van conèixer tractes oficials per a alliberar Ağca en un intercanvi. Al desembre, l'advocat Egidio va escriure a la Secretaria d'Estat del Vaticà considerant que "hi ha probabilitat que Emanuela Orlandi estigui viva".
Tant el Vaticà com investigadors, l'advocat Egidio, periòdics i l'agència de notícies ANSA van rebre al llarg dels mesos següents comunicacions anònimes. De l'Americà (hauria fet en total 16 trucades telefòniques) i de persones que haurien estat relacionades amb ell i amb altres grups terroristes, així com notes, suposades proves (la fotocòpia del carnet de Emanuela de l'escola de música, per exemple) i dos enregistraments en les quals presumptament s'escoltava a Emanuela, una d'elles amb set minuts de crits, gemecs i plors d'una jove durant una suposada sessió de tortura.
Ercole Orlandi va morir el 4 de març de 2004 sense haver trobat la seva filla. Maria Pezzano, mare de Emanuela, continuava amb vida el 2022, i encara vivint a la mateixa casa del Vaticà on vivia quan va desaparèixer la seva filla.

### El testimoni de Sabrina Minardi
L'any 2006, el programa televisiu "Chi l'ha visto" (versió italiana de "Qui sap on") va contactar amb Sabrina Minardi, amant del líder de l'organització mafiosa Banda della Magliana, Enrico de Pedis, àlies Renatino. Minardi va acusar De Pedis d'organitzar el segrest, va dir que ella mateixa va col·laborar amagant Emanuela (encara amb vida) i va assegurar que van tirar en una mescladora de ciment una bossa amb el cos de la noia segrestada. També va involucrar Paul Marcinkus, un arquebisbe que va estar al capdavant de l'Institut per a les Obres de Religió (IOR), conegut com el Banc vaticà: Minardi va dir que en una oportunitat De Pedis li va portar a Marcinkus "mil milions" de lires. De Pedis va morir el 2 de febrer de 1990 i va ser enterrat en la basílica de Sant'Apollinare, a escassos metres d'on va desaparèixer Emanuela Orlandi.
Un informe secret del S.i.s.de. (revelat en 1995) suggeria que Marcinkus era L'Americà.
L'any 2009, Minardi va dir a la Fiscalia de Roma que ella va ser l'encarregada d'introduir la jove en el seu automòbil i portar-la fins al lloc on li va dir el seu amant. A través de les seves declaracions es va trobar la casa amb un soterrani on va dir que van tancar l'Emanuela i també van trobar un BMW gris (presumptament usat en el segrest) en un estacionament subterrani de Vila Borghese.
El germà d'Emanuela, Pietro Orlandi, va afirmar el 2019 que la pista que seguia la Justícia "indica que la banda (della Magliana) prenia diners de la màfia, que va anar a parar al Banc Ambrosià durant la gestió de (Roberto) Calvi (ex president del Banc Ambrosià que, després d'un escàndol polític, va aparèixer mort a Londres en un cas que en un primer moment es va considerar com a suïcidi i després com a homicidi). I aquests diners, els diners de la màfia, van ser utilitzats per Joan Pau II per a sostenir al grup Solidaritat a Polònia". I va afegir que la hipòtesi sosté que "la màfia va poder haver demanat aquests diners, i que en el Vaticà ja no els tenien, que s'havien enviat a fora. Llavors la resposta va ser el segrest de Emanuela".
La periodista Raffaella Notariale, coautora del llibre "Secret criminal, la veritable història de la banda de la Magliana", va escriure que "molt probablement Renatino (De Pedis) va intervenir en la negociació iniciada entre les cúpules del Vaticà i la Cosa Nostra per a restituir els diners que la màfia havia lliurat a l'Ambrosià a través de Calvi".

### La hipòtesi de l'explotació sexual
El 2012, l'exorcista del Vaticà Gabriele Amorth va publicar un llibre on va afirmar: "S'organitzaven festes en les quals estava involucrat com a reclutador de noies també un gendarme de la Santa Seu. Crec que Emanuela va ser víctima d'això". I va sostenir que sospitava que "es va tractar d'un cas d'explotació sexual amb el consegüent homicidi poc després de la desaparició i ocultació del cadàver".
El 2022, el documental de Mark Lewis Vatican Girl: The Disappearance of Emanuela Orlandi va mostrar una entrevista amb una amiga de la noia desapareguda que va assegurar que Emanuela va ser "atacada" sexualment al Vaticà per "algú pròxim al Papa".
Pietro Orlandi va dir en una entrevista que personalment no creia en la possibilitat d'un segrest amb un abús sexual com a detonant. "El Papa (Joan Pau II) no hauria parlat si hagués estat un maníac, un segrest sexual. La van segrestar per ser ciutadana vaticana, no per ser Emanuela Orlandi", va sostenir, i va descartar també la hipòtesi que s'hagués tractat d'una violació perpetrada per "algú de dins" del Vaticà: "Se li hauria atribuït la responsabilitat a un sacerdot, i haurien dit: és aquest. I fi de la història".

### La trobada de Pietro Orlandi amb el papa Francesc
El 2013, Pietro Orlandi (germà d'Emanuela) es va trobar amb el papa Francesc a la parròquia Sant'Anna i va assegurar que Bergoglio li va dir: "Emanuela està al cel". Pietro va sostenir després: "Jo vaig pensar: el Papa Francesc sap alguna cosa", i va assegurar que va intentar tornar a reunir-se amb el papa però mai se li va concedir una audiència.

### Les suposades despeses a Londres
La família Orlandi va demanar que es reobrís el cas el 2017 (havia estat tancat un any abans), després que el periodista Emiliano Fittipaldi publiqués el llibre de recerca "Gli impostori", on assegurava que un document del Vaticà revela que es van pagar 483 milions de lires per a "mantenir allunyada del seu domicili la ciutadana Emanuela Orlandi", presumptament a Londres. Segons Fittipaldi, el document de sis pàgines escrit a màquina li va ser lliurat per un contacte de la Santa Seu, amb totes les despeses que hauria implicat Emanuela entre 1983 i 1989. Si bé li adjudica la redacció del document al cap de l'Administració del Patrimoni del Vaticà, Lorenzo Antonelli, aquest va negar tot les afirmacions del periodista. "Les notícies contingudes en el text són falses i sense cap fonament", va ser la declaració oficial de la Secretaria d'Estat vaticana.

### Obertura de tombes
El 2019 la família Orlandi va rebre una carta anònima amb la foto d'una estàtua del Cementiri Teutònic del Vaticà. La Santa Seu va autoritzar l'obertura de les tombes de les princeses Sofía de Hohenlohe-Waldenburg-Bartenstein (anomenada "Tomba de l'Àngel", per l'escultura que precisament apareixia a la foto) i Carlota Federica de Mecklenburg-Schwerin, però no solament no es van trobar les restes d'Emanuela Orlandi, sinó que tots dos sepulcres estaven buits. El suport a l'autoritat judicial va estar garantit per personal qualificat del Centre Operatiu de Seguretat de la Gendarmeria Vaticana.

## El cas de Mirella Gregori
Quaranta cinc dies abans de produir-se la desaparició d'Emanuela, va desaparèixer també a la ciutat de Roma una altra jove adolescent de nom Mirella Gregori, i a més en fet similars als d'Orlandi. El cas també ha quedat sense resoldre, i està embolcallat en un tel de misteri, no havent-se pogut donar mai cap explicació excepte les que Mehmet Ali Ağca va afegir en una famosa entrevista amb el germà d'Emanuela, Pietro Orlandi, l'any 2010. En aquesta entrevista, confirma que la «connexió» diplomàtica era una maniobra de distracció produïda pels serveis secrets de l'orbe comunista, confirmant implícitament la tesi del Pare Amorth.
Els investigadors tenien una hipòtesi (que tampoc va poder ser provada): que les desaparicions d'Emanuela i Mirella podrien haver estat relacionades amb els casos d'abusos sexual a nens a l'Església catòlica a Boston entre 2001 i 2003, escàndol en el qual es va veure embolicat el cardenal Bernard Francis Law.
El 2013, el fotògraf Marco Accetti es va acusar a si mateix d'haver estat el segrestador d'Emanuela Orlandi i Mirella Gregori, així com d'una altra jove desapareguda, Alessia Rosati. Fins i tot va lliurar a la justícia una flauta que la família Orlandi va dir reconèixer com la que va pertànyer a Emanuela, però les anàlisis no van poder trobar ADN de la noia. Finalment el testimoniatge d'Accetti va ser descartat per la Fiscalia i el fotògraf va ser absolt el 2015. Fins i tot Pietro Orlandi (qui va ser entrevistat al costat d'Accetti en el programa de televisió "Línia Gialla", per La7) va sostenir que el testimoniatge del fotògraf no és creïble.